# Церковь Троицы Живоначальной (Ершово)
Храм Живоначальной Троицы — православный храм в селе Ершово Одинцовского городского округа Московской области. Был построен в 1829 году, разрушен немецкими солдатами в 1941 году, восстановлен в 1999 году в прежнем виде. Является подворьем Саввино-Сторожевского ставропигиального мужского монастыря Русской православной церкви.

## История строительства храма
Село Ершово — одно из старинных дворцовых сёл. Первые упоминания о населённом пункте относятся к доверительной грамоте за 1451 год. В 1624 году в одной из писцовых книг имелось следующее описание села:
Село Ершово на прудце, а в селе церковь Живоначальныя Троицы древяна клетцки, а в церкви образы и ризы и книги и все церковное строенье мирских приходных людей и вотчинников.
В первой четверти XVII века Ершово принадлежало роду Салтыковых, а с 1795 года и вплоть до 1917 года селом владели их родственники Олсуфьевы. В середине XVIII столетия Ершово унаследовал Сергей Салтыков — первый фаворит Екатерины II. Он возвёл здесь новую деревянную церковь с тем же посвящением во имя Живоначальной Троицы.
До 1829 года эта деревянная церковь простояла в Ершове. По распоряжению нового владельца, Василия Олсуфьева, здесь был построен новый каменный храм в стиле ампир. Стараниями Олсуфьева была сооружена и усадьба, черты которой во многом сохранилась до нашего времени. Церковь была построена по проекту архитектора Афанасия Григорьева. Освящение храма состоялось 15 сентября 1829 года, возглавлял службу архимандрит Спасо-Андроникова монастыря Гермоген.
Наследник храмоздателя Алексей Олсуфьев дружил с поэтом Афанасием Фетом. В августе 1903 года в стене Троицкой церкви была установлена мраморная доска с надписью: «В память великого поэта Афанасия Афанасьевича Фета, удостаивавшего своей дружбой владельца села Ершова».
В 1932 году в стенах храма была проведена последняя Божественная литургия. Храм закрыли, а имущество и утварь растащили по домам.
В ноябре 1941 года фашистские оккупанты появились у окраины Ершова. Затянулся смертельный бой. После множества атак населённый пункт перешёл врагу. Немцы в декабре 1941 года взорвали храм постройки 1820-х годов. На месте церкви в память о погибших был установлен мемориал, а сам храм стал братской могилой для своих прихожан и защитников Родины.

## Современное состояние
В 1995 году по инициативе местных жителей и главы села Ершово Бабурина Виктора Васильевича началось строительство новой каменной церкви по чертежам архитектора А. Г. Григорьева. Руководил и контролировал работы архитектор В. К. Самохин. Место для нового храма было выбрано чуть южнее от своего первоначального положения. Основание храма освятил патриарх Алексий II. В 1999 году Троицкая церковь была восстановлена в прежнем виде. Освящение церкви состоялось 11 ноября 1999 года.

## Памятные места
Недалеко от Троицкого храма среди трех старинных лип расположилась скромная могила, которая на протяжении более двухсот лет является местом паломничества богомольцев. Здесь в 1812 году упокоился местнопочитаемый блаженный Симеон Иванов.